# Liste der Distanzsteine in Halle (Saale)
Die Liste der Distanzsteine in Halle (Saale) umfasst alle Distanzsteine in der kreisfreien Stadt Halle (Saale).

## Allgemeines
In Halle (Saale) sind folgende verschiedene Distanzsteintypen vorhanden:
- preußischer Meilenstein
- Kilometerstein
- Wegweisersäule (auch wenn diese nicht immer eine Distanzangabe enthielten).

Durch die Umstellung von Meile auf Kilometer als Längenmaß wurden manche Steine umgesetzt und umgenutzt, so dass sie mit unter mehreren Typen zugeordnet werden.

## Meilensteine
| Artikel                     | Denkmal-ID | Ausweisungsart | Lage | Beschreibung                | Kommune       | Ort             | Bild |
| --------------------------- | ---------- | -------------- | --- | --------------------------- | ------------- | --------------- | ---- |
| Meilenstein Ammendorf       | 094 96946  | Kleindenkmal   | B 91 – ehemalige preußische Chaussee Berlin–Giebelroth                                                                                           | preußischer Ganzmeilenstein | Halle (Saale) | Ammendorf       |      |
| Meilenstein Damaschkestraße | 094 66085  | Kleindenkmal   | B 91 – ehemalige preußische Chaussee Berlin–Giebelroth – befand sich bis 2018 in der Moritzburg, soll an neuer Stelle wieder aufgestellt werden. | preußischer Halbmeilenstein | Halle (Saale) | Damaschkestraße |      |

## Kilometersteine
| Artikel                           | Denkmal-ID | Ausweisungsart | Lage                                                                               | Beschreibung                  | Kommune       | Ort               | Bild |
| --------------------------------- | ---------- | -------------- | ---------------------------------------------------------------------------------- | ----------------------------- | ------------- | ----------------- | ---- |
| Kilometerstein Berliner Straße    |            | Kleindenkmal   | DB-Museum Berliner Straße                                                          | Eisenbahn-Kilometerstein 89,6 | Halle (Saale) | Berliner Straße   |      |
| Kilometerstein Naumburger Straße  |            | Kleindenkmal   | Bahndamm Naumburger Straße – Eisenbahnstrecke Merseburg–Nietleben                  | Eisenbahn-Kilometerstein 16,3 | Halle (Saale) | Naumburger Straße |      |
| Kilometerstein Naumburger Straße  |            | Kleindenkmal   | Bahndamm Naumburger Straße – Eisenbahnstrecke Merseburg–Nietleben                  | Eisenbahn-Kilometerstein 16,5 | Halle (Saale) | Naumburger Straße |      |
| Kilometerstein Naumburger Straße  |            | Kleindenkmal   | Bahndamm Naumburger Straße – Eisenbahnstrecke Merseburg–Nietleben                  | Eisenbahn-Kilometerstein 16,7 | Halle (Saale) | Naumburger Straße |      |
| Kilometerstein Reilstraße         |            | Kleindenkmal   | Reilstraße 28 – ehemalige preußische Chaussee Magdeburg–Leipzig                    | Kilometerstein 1,9            | Halle (Saale) | Reilstraße        |      |
| Kilometerstein Zscherbener Straße |            | Kleindenkmal   | Bahngleis bei der Brücke Zscherbener Straße – Eisenbahnstrecke Merseburg–Nietleben | Eisenbahn-Kilometerstein 17,2 | Halle (Saale) | Naumburger Straße |      |